# Căsătorii între persoane de același sex în Africa de Sud
Căsătoria între persoane de același sex în Africa de Sud este legală din 30 noiembrie 2006 când Legea privind uniunea civilă (Civil Union Act) a intrat în vigoare. Decizia Curții Constituționale în cazul Ministrului afacerilor interne v. Fourie la 1 decembrie 2005, a extins definiția căsătoriei în dreptul comun pentru a include soți de același sex - întrucât Constituția Africii de Sud garantează o protecție egală în fața legii tuturor cetățenilor, indiferent de orientarea sexuală - și a dat Parlamentului un an pentru a rectifica inegalitatea din statutul căsătoriei. La 14 noiembrie 2006, Adunarea Națională, camera inferioară a Parlamentului, a adoptat o lege cu un vot de 229-41 care permite cuplurilor de același sex să-și încheie legal uniunea, care a fost aprobată ulterior de Consiliul Național al Provinciilor, camera superioară a Parlamentului, la 28 noiembrie, cu un votul de 36-11, iar legea a intrat în vigoare două zile mai târziu.
Africa de Sud a fost a cincea țară din lume, și prima din Africa care a legalizat căsătoria între persoane de același sex.

## Istorie
În iulie 2002, Curtea Supremă a Africii de Sud din Bloemfontein a decis că cuplurile de același sex au drept de căsătorie egală, și că nepermițându-le acest drept este discriminatoriu și neconsituțional. De atunci, diverse beneficii de căsătorie au fost extinse la cuplurile homosexuale din Africa de Sud.
Acestă decizie a Curții Supreme a fost primită cu diverse puncte de vedere și opoziție destul de semnificativă, fiind că mulți sud-africani sunt foarte conservatori pe teme sociale. Totuși, și în timpul de Apartheid, homosexualitatea era legală peste o limită de vârstă. Cel mai vechi club din Johannesburg, Dungeon-ul, a fost club gay și a operat legal pe vremea Apartheid-ului. În 1996, Africa de Sud a devenit prima țară din lume care să includă prevederi anti-discrimație pe bază de orientare sexuală în constituția sa.
La 30 noiembrie 2004, Curtea Supremă de Apel a declarea că sub constituție, conceptul de căsătorie civilă trebuie schimbat ca să includă și parteneri de același sex biologic. Acest caz a fost adus în fața curții de Marie Fourie și Cecelia Bonthuys, cuplu lesbian care făceau campanie dreptul de căsătorie.
Guvernul a făcut apel la Curtea Constituțională, împotriva doamenlor Fourie și Bonthuys. În mai 2005, cazul a fost deschis de Curtea Constituțională, care a ajuns la o decizie finală în decembrie 2005. Curtea a decis că excluzia căsătoriilor între persoane de același sex este neconstituțională și a dat legislaturii un termen de 12 luni pentru a armoniza legislația ca să perimită cuplurilor homosexuale dreptul de căsătorie. Din cauza acestei decizii, Africa de Sud a devenit pe data de 30 noiembrie 2006 prima țară din Africa, și a cincea din lume, care să legalizeze căsătoriilor între persoane de același sex.

## Legea
Căsătoria între persoane de același sex
     Fără recunoaștere a cuplurilor de același sex
     Nu este aplicat sau există lipsă de claritate
     Sancțiune penală
     Pedeapsă cu închisoare pe viață
     Pedeapsă cu moartea

Activitatea sexuală între persoane de același sex este legală
Căsătoria între persoane de același sex
Fără recunoaștere a cuplurilor de același sex
Activitatea sexuală între persoane de același sex este ilegală
Nu este aplicat sau există lipsă de claritate
Sancțiune penală
Pedeapsă cu închisoare pe viață
Pedeapsă cu moartea

În prezent, trei legi reglementează statutul căsătoriei în Africa de Sud. Aceasta este Legea căsătoriei (Legea 25 din 1961), care prevede căsătoriile civile sau religioase între soți de sex opus; Legea privind recunoașterea căsătoriilor tradiționale africane (Legea 120 din 1998), care prevede înregistrarea civilă a căsătoriilor solemnizate conform tradițiilor grupurilor indigene; și Legea privind uniunea civilă (Legea 17 din 2006), care prevede căsătoriile civile și religioase între soți de sex opus și de același sex, dar și parteneriatele civile între soți de sex opus și de același sex. O persoană poate fi căsătorită în conformitate cu numai una dintre aceste legi.
Cuplurile care se căsătoresc în conformitate cu Legea privind uniunea civilă pot alege dacă vor ca uniunea lor să fie înregistrată ca fiind o căsătorie sau un parteneriat civil. În ambele cazuri, consecințele legale sunt identice cu cele ale unei căsătorii conform Legii căsătoriei din 1961, cu excepția modificărilor cerute de context. Orice referire la căsătorie în orice lege, inclusiv dreptul comun, este considerată a include o căsătorie sau un parteneriat civil în conformitate cu Legea privind uniunea civilă; în mod similar, orice referire la soț sau soție în orice lege este considerată a fi de fapt o referire la un soț sau partener civil așa cum termenii sunt definiți în Legea privind uniunea civilă.

### Restricții
Părțile la o căsătorie sau un parteneriat civil trebuie să aibă 18 ani sau mai mult și să nu fie deja căsătorite sau partenere civile. Gradele interzise de afinitate și consanguinitate care se aplică în conformitate cu Legea căsătoriei se aplică și în temeiul Legii privind uniunea civilă; astfel, o persoană nu se poate căsători cu strămoșul sau descendența directă, fratele, unchiul sau mătușa, nepoata sau nepotul sau strămoșul sau descendența unui fost soț.
Legea privind recunoașterea căsătoriilor tradiționale africane din 1998 permite, în circumstanțe limitate, un bărbat să se căsătorească cu mai multe soții. O persoană căsătorită în temeiul Legii privind uniunea civilă nu poate încheia o căsătorie cu un al doilea soț până la dizolvarea căsătoriei existente.

### Încheierea căsătoriei sau parteneriatului civil
Căsătoriile și parteneriatele civile se celebrează de către un ofițer de căsătorie autorizat. Funcționarii guvernamentali (în mod principal magistrații și funcționarii publici a Ministerului afacerilor interne) care sunt numiți ofițeri de căsătorie în temeiul Legii căsătoriei, pot, de asemenea, să încheie căsătoriile în conformitate cu Legea privind uniunea civilă. Liderii religioși pot fi, de asemenea, numiți ofițeri de căsătorie în temeiul Legii privind uniunea civilă, dar liderii religioși numiți în conformitate cu Legea căsătoriei nu sunt în măsură automat să încheie și căsătoriile în conformitate cu Legea privind uniunea civilă.
Ofițerii de căsătorie civilă care au o obiecție de conștiență în privința căsătoriilor între persoane de același sex pot nota această obiecție în scris ministrului afacerilor interne și, dacă fac acest lucru, nu pot fi obligați să încheie căsătoriile între persoane de același sex. Această prevedere nu se aplică ofițerilor de căsătorie religioasă, deoarece în orice caz nu sunt obligați să închiei o căsătorie care ar încălca doctrinele religiei lor. Mai mulți experți în dreptul constituțional au susținut că această prevedere este neconstituțională, reprezentând de fapt o discriminarea sancționată de stat care încalcă dreptul la egalitate. În iulie 2017, la mai bine de un deceniu după ce căsătoria între persoane de același sex a fost legalizată în Africa de Sud, ziarul LGBT Mambaonline a raportat că 421 din 1.130 de ofițeri de căsătorie din Africa de Sud erau scutiți de a încheia căsătorii între persoane de același sex sau a parteneriatelor civile. Dintre acestea, majoritatea ofițerilor scutiți au fost situați în provinciile Eastern Cape, Free State și Mpumalanga. Ministrul afacerilor interne, Malusi Gigaba, a anunțat că Departamentul afacerilor interne a introdus mai multe măsuri pentru a adresa această situație, inclusiv sensibilizarea funcționarilor publici a Ministerului afacerilor interne și asigurarea că persoanele LGBT sunt tratate cu respect și în conformitate cu politicile departamentului și legile aplicabile.
În mai 2017, parlamentarul Deidre Carter l-a întrebat pe ministrul afacerilor interne, Hlengiwe Mkhize, dacă ar fi dispusă să introducă un proiect de lege care să abroge dispozițiile privind obiecțiunile din Legea privind uniunea civilă. Ministrul Mkhize a respins apelul, spunând că „Legea privind uniunea civilă este clară prin faptul că ofițerii de căsătorie nu vor fi obligați să încheie astfel de uniuni civile”. Ea a reiterat declarația fostului ministru al afacerilor interne, Malusi Gigaba, privind îmbunătățirea sensibilității la drepturile LGBT în rândul ofițerilor de căsătorie.
În ianuarie 2018, Carter a introdus proiectul de lege privind modificarea legii privind uniunea civilă, care va abroga dispozițiile privind obiecțiunile ofițerilor de căsătorie. Ca motivare pentru proiectul de lege, ea a citat capitolul 10 din Constituția sud-africană, care precizează că „serviciile trebuie să fie furnizate imparțial, corect, echitabil și fără părtinire”. Carter a prezentat proiectul de lege la Comitetul pentru afaceri interne la 15 august. Mai târziu în acea zi, toate cele patru partide politice majore și-au anunțat sprijinul pentru proiectul de lege și l-au felicitat pe Carter pentru propunerea sa. Susținătorii proiectului de lege au indicat faptul că mai multe cupluri de același sex au fost refuzați atunci când doreau să se căsătorească, inclusiv un caz cu profil înalt al unui cuplu din Tongaat, KwaZulu-Natal, care au fost și adresați cu nume derogatorii atunci când au fost refuzați. În noiembrie 2018, Comitetul pentru afaceri interne a votat în unanimitate proiectul de lege, cu unele modificări. Unul dintre modificările aprobate le permite ofițerilor de căsătorie care anterior erau scutiți să încheie căsătorie între persoane de același sex să rămâne scutiți pentru un timp de doi ani după intrarea în vigoare a legii. Acest lucru ar oferi Ministerului afacerilor interne timp pentru a pune în aplicare noua politică. Cu toate acestea, noii ofițeri de căsătorie nu pot opta deloc pentru exceptare. Dacă un birou a stării civile are un ofițer care este scutit pentru o perioada de doi ani, biroul respectiv trebuie să aibă la dispoziție un alt ofițer care să poată încheia căsătorii între persoane de același sex. Proiectul de lege a fost trimis Adunării Naționale, camera inferioară a Parlamentului, pentru dezbatere. A fost aprobat de Adunarea Națională în decembrie 2018. [59] [60] Proiectul de lege a fost susținut de toate partidele majore. A fost ulterior aprobat pe 2 iulie 2020 și de Consiliul Național al Provinciilor, camera superioară a Parlamentului. Acum se așteaptă pentru când președintele Cyril Ramaphosa îl va semna în lege.

### Discriminare
Discriminarea împotriva cuplurilor de același sex este interzisă (la fel ca și discriminarea pe baza orientării sexuale) prin secțiunea 9 din Constituție și prin Legea privind promovarea egalității și prevenirea discriminării nedrepte.

### Recunoașterea căsătoriilor sau parteneriatelor civile străine
Legea privind uniunea civilă nu prevede dispoziții explicite pentru recunoașterea căsătoriilor sau parteneriatelor civile străine între persoane de același sex. Ca urmare a extinderii definiției juridice a căsătoriei în dreptul comun și pe baza principiului lex loci celebrandis, o căsătorie străină între persoane de același sex este recunoscută drept căsătorie în dreptul sud-african. Cu toate acestea, statutul privind formele de parteneriate civile străine, altele decât căsătoria, nu este clar. Într-un caz de divorț din 2010, Divizia Western Cape a Înaltei Curți din Africa de Sud a recunoscut validitatea unui parteneriat civil britanic ca fiind echivalent cu o căsătorie sau un parteneriat civil încheiat în temeiul dreptului sud-african.

## Ceremonii religioase
Majoritatea organizațiilor religioase majore din Africa de Sud nu celebrează căsătorii între persoane de același sex în lăcașurile lor de cult.
- Creștinism
  - Biserica Reformată Olandeză - Biserica Reformată Olandeză binecuvântează uniunile de același sex și permite admiterea clerului homosexual. În 2015, Sinodul General, cu o majoritate de 64%, a decis să recunoască uniunile civile, în timp ce continuă să definească căsătoria ca o uniune strict heterosexuală, să binecuvânteze relațiile cuplurilor de același sex și să permită includerea miniștrilor și clerului homosexual (care nu sunt obligați să fiu celibat). Decizia a afectat 9 din cei 10 sinoduri; cu Sinodul Namibiei fiind exclus.[19] Decizia a provocat reacții și obiecții, ceea ce a dus la inversarea deciziei cu aproximativ un an mai târziu. Prin urmare, doisprezece membri ai bisericii au dat ulterior biserica în judecată pentru a reintroduce decizia din 2015. În 2019, Înalta Curte din North Gauteng a decis reintroducerea deciziei bisericii din 2015, permițând ca uniunile de același sex să fie binecuvântate de biserică.[20][21]
  - Biserica anglicană - Biserica anglicană nu permite căsătoriile între persoane de același sex. Politicile sale de căsătorie afirmă că „căsătoria sfântă este uniunea pe tot parcursul vieții exclusiv între un bărbat și o femeie”. În 2016, a votat împotriva binecuvântării uniunilor de același sex. Decizia a împărțit biserica, mai multe diecezii hotărând să continue cu binecuvântarea relațiilor de același sex, în special Dieceza din Golful Saldanha.[22] Arhiepiscopul Thabo Makgoba și-a exprimat dezamăgirea pentru decizia de a nu binecuvânta uniunile de același sex, așa cum a făcut și fostul arhiepiscop Njongonkulu Ndungane. Fostul arhiepiscop Desmond Tutu susține binecuvântarea uniunilor de același sex.[23]

## Statistici
Potrivit guvernului sud-african, peste 3.000 de cupluri de același sex s-au căsătorit în Africa de Sud până la jumătatea anului 2010. Statistics South Africa,  biroul național de statistică sud-african, raportează că un număr de 3.327 de căsătorii și parteneriate civile au fost înregistrate în conformitate cu Legea privind uniunea civilă până la sfârșitul anului 2011. Cu toate acestea, această cifră reflectă doar căsătoriile în care cel puțin unul dintre soți este cetățean sud-african sau rezident permanent. Mai mult, nu toate căsătoriile din Legea privind uniunea civilă sunt între parteneri de același sex, deși majoritatea cuplurilor de sex opus continuă să se căsătorească în conformitate cu Legea căsătoriei din 1961.
Datele de la Statistics South Africa sunt în continuare defalcate pe provincii și ani; acestea arată că majoritatea căsătoriilor încheiate în temeiul Legii privind uniunea civilă au fost înregistrate în provinciile Gauteng și Western Cape. Lonely Planet a numit orașul Cape Town (în provincia Western Cape) ca fiind una dintre primele 10 „destinații pentru nunți homosexuale” din lume.
| Provincie               | 2007 | 2008 | 2009 | 2010 | 2011 | 2012 | 2013 | 2014  | 2015  | 2016  | 2017  | 2018  | Total  |
| ----------------------- | ---- | ---- | ---- | ---- | ---- | ---- | ---- | ----- | ----- | ----- | ----- | ----- | ------ |
| Eastern Cape            | 0    | 41   | 30   | 24   | 29   | 38   | 37   | 54    | 49    | 57    | 57    | 58    | 474    |
| Free State              | 1    | 23   | 20   | 26   | 28   | 27   | 21   | 32    | 41    | 36    | 42    | 46    | 343    |
| Gauteng                 | 49   | 362  | 324  | 391  | 381  | 425  | 411  | 452   | 443   | 494   | 507   | 632   | 4.871  |
| KwaZulu-Natal           | 8    | 74   | 87   | 79   | 63   | 91   | 81   | 161   | 220   | 249   | 245   | 298   | 1.656  |
| Limpopo                 | 0    | 15   | 10   | 10   | 7    | 13   | 6    | 10    | 16    | 17    | 15    | 13    | 132    |
| Mpumalanga              | 3    | 7    | 11   | 11   | 16   | 12   | 16   | 9     | 24    | 22    | 32    | 31    | 194    |
| North West              | 2    | 6    | 5    | 9    | 3    | 11   | 10   | 28    | 25    | 29    | 43    | 40    | 211    |
| Northern Cape           | 1    | 11   | 43   | 75   | 93   | 106  | 87   | 81    | 10    | 15    | 16    | 20    | 558    |
| Western Cape            | 16   | 191  | 227  | 261  | 238  | 253  | 320  | 314   | 346   | 358   | 391   | 465   | 3.380  |
| În afara Africii de Sud | 0    | 2    | 3    | 2    | 9    | 11   | 4    | 3     | 4     | 4     | 3     | 2     | 47     |
| Nespecificat            | 0    | 0    | 0    | 0    | 0    | 0    | 0    | 0     | 7     | 50    | 6     | 45    | 108    |
| Total                   | 80   | 732  | 760  | 888  | 867  | 987  | 993  | 1.144 | 1.185 | 1.331 | 1.357 | 1.650 | 11.974 |

## Opinie publică
Un sondaj din 2014 a constatat că votanții partidului EFF susțineau cei mai mulți regimul privind căsătoria între persoane de același sex, urmată îndeaproape de alegătorii DA și ANC.
Un sondaj Ipsos din 2015 a constatat că 45% dintre sud-africani susțin căsătoria între persoane de același sex, în timp ce încă 13% susțin mai degrabă uniunile civile sau o altă formă de recunoaștere legală.
Un raport realizat de Consiliul Cercetării Științelor Umane a fost descris de unele organizații media ca având primele „date solide statistic, reprezentative la nivel național” cu privire la problemele LGBT din Africa. Raportul a constatat că proporția celor care „sunt puternic de acord” cu căsătoria între persoane de același sex a crescut de zece ori din 2012 până în 2015, de la 1,5% la 9,9%, în timp ce proporția de persoane „în dezacord puternic” a scăzut de la 48,5% la 23,4%. Totalul „de acord” și „de acord puternic” face 36,6% (13,5% în 2012), în timp ce „nu sunt de acord” și „nu sunt de acord” total 46% (78,5% în 2012), celelalte fiind neutre.